# Aholming
Aholming este o comună aflată în districtul Deggendorf, landul Bavaria, Germania.